# Keitheatus blakeae
Keitheatus blakeae là một loài bọ cánh cứng trong họ Chrysomelidae. Loài này được White miêu tả khoa học năm 1944.